# Liste des présidents de Cuba
Voici la liste des chefs d'État cubains depuis l'indépendance acquise en 1902.

## Président de la république de Cuba (1902-1906)
|   | Image | Nom                             | Mandat                          |
| - | ----- | ------------------------------- | ------------------------------- |
| 1 |       | Tomás Estrada Palma (1832-1908) | 20 mai 1902 - 28 septembre 1906 |

## Administration américaine (1906-1909)
|   | Image | Nom                               | Mandat                            |
| - | ----- | --------------------------------- | --------------------------------- |
| 2 |       | William Howard Taft (1857-1930)   | 29 septembre - 13 octobre 1906    |
| 3 |       | Charles Edward Magoon (1861-1920) | 13 octobre 1906 - 28 janvier 1909 |

## Présidents de la république de Cuba (1909-1976)
|      | Image | Nom                                             | Mandat                              |
| ---- | ----- | ----------------------------------------------- | ----------------------------------- |
| 4    |       | José Miguel Gómez y Gómez (1858-1921)           | 28 janvier 1909 - 20 mai 1913       |
| 5    |       | Mario García Menocal (1866-1941)                | 20 mai 1913 - 20 mai 1921           |
| 6    |       | Alfredo Zayas y Alfonso (1861-1934)             | 20 mai 1921 - 20 mai 1925           |
| 7    |       | Gerardo Machado (1871-1939)                     | 20 mai 1925 - 12 août 1933          |
| -    |       | Alberto Herrera y Franchi (1874-1954)           | 12 - 13 août 1933                   |
| -    |       | Carlos Manuel de Céspedes y Quesada (1871-1939) | 13 août - 4 septembre 1933          |
| 8    |       | Ramón Grau San Martín (1887-1969)               | 10 septembre 1933 - 15 janvier 1934 |
| -    |       | Carlos Hevia de los Reyes Gavilán (1900-1964)   | 15 - 18 janvier 1934                |
| 9    |       | Carlos Mendieta Montefur (1873-1960)            | 18 janvier 1934 - 11 décembre 1935  |
| 10   |       | José Agripino Barnet (1864-1945)                | 11 décembre 1935 - 20 mai 1936      |
| 11   |       | Miguel Mariano Gómez y Arias (1889 - 1950)      | 20 mai - 24 décembre 1936           |
| 12   |       | Federico Laredo Brú (1875-1946)                 | 24 décembre 1936 - 10 octobre 1940  |
| 13   |       | Fulgencio Batista (1901-1973)                   | 10 octobre 1940 - 10 octobre 1944   |
| (8)  |       | Ramón Grau San Martín (1887-1949)               | 10 octobre 1944 - 10 octobre 1948   |
| 14   |       | Carlos Prío Socarrás (1903-1977)                | 10 octobre 1948 - 10 mars 1952      |
| (13) |       | Fulgencio Batista (1901-1973)                   | 10 mars 1952 - 1er janvier 1959     |
| 15   |       | Anselmo Alliegro y Milá (1899-1961)             | 1er janvier 1959                    |
| 16   |       | Carlos Manuel Piedra (1895-1988)                | 2 janvier 1959                      |
| 17   |       | Manuel Urrutia (1901-1981)                      | 2 janvier - 18 juillet 1959         |
| 18   |       | Osvaldo Dorticós (1919-1983)                    | 18 juillet 1959 - 2 décembre 1976   |

## Présidents du Conseil d'État de la république de Cuba (1976-2019)
|    | Image | Nom                            | Mandat                            |
| -- | ----- | ------------------------------ | --------------------------------- |
| 19 |       | Fidel Castro (1926-2016)       | 2 décembre 1976 - 24 février 2008 |
| 20 |       | Raul Castro (né en 1931)       | 24 février 2008 - 19 avril 2018   |
| 21 |       | Miguel Diaz-Canel (né en 1960) | 19 avril 2018 - 10 octobre 2019   |

## Présidents de la république de Cuba (depuis 2019)
|      | Image | Nom                            | Mandat                    |
| ---- | ----- | ------------------------------ | ------------------------- |
| (21) |       | Miguel Diaz-Canel (né en 1960) | Depuis le 10 octobre 2019 |